# Ballon d’Or 1960
Die fünfte Verleihung des Ballon d’Or (französisch für Goldener Ball) der Zeitschrift France Football erfolgte 1960. Sieger wurde der spanische Spieler Luis Suárez.

## Ergebnis
Am 13. Dezember 1960 veröffentlichte France Football das Ergebnis:
1. Luis Suárez (FC Barcelona) (54)
2. Ferenc Puskás (Real Madrid) (37)
3. Uwe Seeler (Hamburger SV) (33)
4. Alfredo Di Stéfano (Real Madrid) (32)
5. Lew Jaschin (Dynamo Moskau) (28)
6. Raymond Kopa (Stade Reims) (14)
7. John Charles (Juventus Turin) (11)
 Bobby Charlton (Manchester United) (11)
8. Omar Sívori (Juventus Turin) (9)
 Horst Szymaniak (Karlsruher SC) (9)
9. Francisco Gento (Real Madrid) (8)
10. Bora Kostić (Roter Stern Belgrad) (7)
11. Joseph Ujlaki (Racing Club de Paris) (5)
12. Kurt Hamrin (AC Florenz) (4)
 Bobby Smith (Tottenham Hotspur) (4)
13. Jimmy Greaves (FC Chelsea) (3)
 Iwan Kolew (ZSKA Sofia) (3)
 Luis del Sol (Betis Sevilla/Real Madrid) (3)
14. Károly Sándor (MTK Budapest) (2)
 János Göröcs (Újpest Budapest) (2)
 Agne Simonsson (Real Madrid) (2)
 Dragoslav Šekularac (Roter Stern Belgrad) (2)
15. Antonio Angelillo (Inter Mailand) (1)
 Blagoja Vidinić (Radnički Belgrad) (1)
 Erich Hof (Wiener Sport-Club) (1)
 Gerhard Hanappi (Rapid Wien) (1)